# Аляскит
Аляски́т  (от назв. п-ова Аляска, где впервые обнаружен) – магматическая плутоническая горная порода кислого состава умеренно-щелочного ряда из семейства умеренно-щелочных лейкогранитов. Относится  к гранитам.

## Состав
Состоит из крупных кристаллов кварца (25-55%), калиево-натриевого (55—65 %) и известково-натриевого (менее 10 %) полевого шпата. Тёмных основных компонентов в аляските присутствует очень мало (менее 1 %), что обуславливает его светлую окраску. Аляскиты обычно красновато-розового цвета за счет калиевого полевого шпата, но могут быть желтыми, светло-серыми или белыми. В небольших количествах могут содержать альбит (до 10%), биотит, мусковит, циркон, апатит, магнетит, монацит и др.

## Добыча и использование
Добывается главным образом в Канаде и Японии. Месторождения разрабатываются открытым способом. Используется в производстве стекла и керамики.